# Schizodactylus brevinotus
Schizodactylus brevinotus, vrsta kukca ravnokrilca (Orthoptera) iz porodice Schizodactylidae koji živi na području istočnog Nepala u zonama Mechi i Dobhan.
Vrstu je kao najnoviju u rodu Schizodactylus opisao Ingrisch tek 2002.